# Jean-Marie Lartigot
Jean-Marie Lartigot (Chauny, 1948. január 23. –) francia nemzetközi labdarúgó-játékvezető.

## Pályafutása
A játékvezetésből 1960-ban vizsgázott. Az Aisne megyei labdarúgó-szövetség által működtetett bajnokságokban kezdte szolgálatát. A Francia labdarúgó-szövetség Játékvezető Bizottságának (JB) minősítésével a Ligue 2, majd 1981-től a Ligue 1 játékvezetője. Küldési gyakorlat szerint rendszeres partbírói szolgálatot is végzett. A kor elvárása szerint a küldés szerinti egyes számú partbíró játékvezetői sérülésnél átvette a mérkőzés irányítását. A nemzeti játékvezetéstől 1994-ben visszavonult. Ligue 1 mérkőzéseinek száma: 230 (1981–1994).
| Időpont          | Helyszín                          | Mérkőzés típusa          | Mérkőzés                     | Eredmény | Nézők száma |
| ---------------- | --------------------------------- | ------------------------ | ---------------------------- | -------- | ----------- |
| 1981. április 6. | Stade de la Vallée du Cher, Tours | első Ligue 1 mérkőzése   | Tours FC–RC Strasbourg       | 1 – 1    | 10 731      |
| 1994. május 20.  | Parc des Princes, Párizs          | utolsó Ligue 1 mérkőzése | PSG–FC Girondins de Bordeaux | 4 – 1    | 40 021      |

A Francia labdarúgó-szövetség JB terjesztette fel nemzetközi játékvezetőnek, a Nemzetközi Labdarúgó-szövetség (FIFA) 1984-től tartotta nyilván bírói keretében. A FIFA JB központi nyelvei közül a franciát beszéli. Több nemzetek közötti válogatott (Labdarúgó-világbajnokság, Labdarúgó-Európa-bajnokság), valamint Kupagyőztesek Európa-kupája és UEFA-kupa klubmérkőzést vezetett, vagy működő társának partbíróként segített. A nemzetközi játékvezetéstől 1990-ben búcsúzott. Európában a legtöbb válogatott mérkőzést vezetők rangsorában többed magával, 4 (1984. április 4.– 1988. augusztus 24.) találkozóval tartják nyilván. Válogatott mérkőzések irányításával Franciaországban több játékvezető társaságában a 49–57. helyet foglalja el.
Az 1989-es U16-os labdarúgó-világbajnokságon a FIFA JB bíróként foglalkoztatta.
| Időpont          | Helyszín                      | Mérkőzés típusa              | Mérkőzés          | Eredmény | Nézők száma |
| ---------------- | ----------------------------- | ---------------------------- | ----------------- | -------- | ----------- |
| 1989. június 12. | Dens Park Stadion, Dundee     | csoportmérkőzés (C. csoport) | Argentína–Nigéria | 0 – 0    | 6000        |
| 1989. június 14. | Pittodrie Stadion, Aberdeen   | csoportmérkőzés (B. csoport) | NDK–Brazília      | 1 – 2    | 3500        |
| 1989. június 20. | Tynecastle Stadion, Edinburgh | egyik elődöntő               | Portugália–Skócia | 0 – 1    | 19 000      |

Az 1987-es női labdarúgó-Európa-bajnokság selejtezőiben az UEFA JB játékvezetőként foglalkoztatta. 
| Időpont           | Helyszín               | Mérkőzés típusa           | Mérkőzés           | Nézők száma |
| ----------------- | ---------------------- | ------------------------- | ------------------ | ----------- |
| 1985. október 12. | Ceasuy-stadion, Renens | előselejtező (4. csoport) | Svájc–Magyarország | 1000        |

Aktív pályafutását befejezve a francia Játékvezető Bizottság (DNA) elnöke lett és ellenőrként is funkcionált.